# وزارة النفط والثروة المعدنية (تركمانستان)
وزارة النفط والثروة المعدنية في تركمانستان ((بالروسية: Министерство нефтегазовой промышленности и минеральных ресурсов Туркмении)‏ - (بالإنجليزية: Ministry of Oil and Mineral Resources of Turkmenistan)‏) هي وكالة حكومية في تركمانستان مكلفة بتنظيم الأنشطة في الصناعة في مجالات النفط والغاز والبتروكيماويات ونقل الهيدروكربونات. هيكل هذه الوزارة هو الوكالة الحكومية لإدارة واستخدام الموارد الهيدروكربونية التابعة لرئيس تركمانستان. وزير النفط والثروة المعدنية في تركمانستان هو محمد نور خليلوف.

## المنظمات التابعة
- تركمينجاز
- تركمينبيت
- الكيمياء التركمانية
- التركمانجولوجيا
- Türkmenneftegazstoý
- مجمع تركمانباشي لمصافي النفط